# 红花香椿
红花香椿（学名：Toona rubriflora）为楝科香椿属下的一个种。

## 扩展阅读
- 維基物種上的相關：红花香椿